# Coordenadas paraboloidales

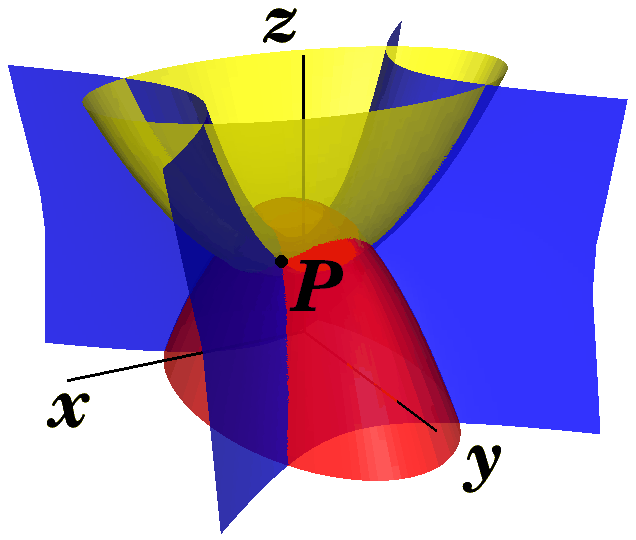
Superficies de coordenadas del sistema de coordenadas paraboloidal

Las coordenadas paraboloidales son un tipo de coordenadas ortogonales {\displaystyle (\mu ,\nu ,\lambda )} tridimensionales que generalizan las coordenadas parabólicas bidimensionales. Poseen paraboloides elípticos como superficies unidimensionales. Como tales, deben distinguirse de las coordenadas cilíndricas parabólicas y de las coordenadas parabólicas rotationales, que también son generalizaciones de las coordenadas parabólicas bidimensionales. Las superficies de coordenadas de las primeras son cilindros parabólicos, y las superficies de coordenadas de las segundas son paraboloides circulares.
A diferencia de las coordenadas parabólicas cilíndricas y rotacionales, pero de manera similar a las coordenadas elipsoidales, las superficies de coordenadas del sistema de coordenadas paraboloidales no se generan rotando o proyectando ningún sistema de coordenadas ortogonal bidimensional.

## Fórmulas básicas
Las coordenadas cartesianas {\displaystyle (x,y,z)} se pueden obtener a partir de las coordenadas elipsoidales
{\displaystyle (\mu ,\nu ,\lambda )} mediante las ecuaciones
{\displaystyle x^{2}={\frac {4}{b-c}}(\mu -b)(b-\nu )(b-\lambda )}
{\displaystyle y^{2}={\frac {4}{b-c}}(\mu -c)(c-\nu )(\lambda -c)}
{\displaystyle z=\mu +\nu +\lambda -b-c}
con
{\displaystyle \mu >b>\lambda >c>\nu >0}
En consecuencia, las superficies de {\displaystyle \mu } constante son paraboloides elípticos que se abren hacia abajo:
{\displaystyle {\frac {x^{2}}{\mu -b}}+{\frac {y^{2}}{\mu -c}}=-4(z-\mu )}
De manera similar, las superficies de {\displaystyle \nu } constante son paraboloides elípticos que se abren hacia arriba,
{\displaystyle {\frac {x^{2}}{b-\nu }}+{\frac {y^{2}}{c-\nu }}=4(z-\nu )}
mientras que las superficies de {\displaystyle \lambda } constante son paraboloides hiperbólicos:
{\displaystyle {\frac {x^{2}}{b-\lambda }}-{\frac {y^{2}}{\lambda -c}}=4(z-\lambda )}

## Factores de escala
Los factores de escala para las coordenadas paraboloidales {\displaystyle (\mu ,\nu ,\lambda )} son
{\displaystyle h_{\mu }=\left[{\frac {\left(\mu -\nu \right)\left(\mu -\lambda \right)}{\left(\mu -b\right)\left(\mu -c\right)}}\right]^{1/2}}
{\displaystyle h_{\nu }=\left[{\frac {\left(\mu -\nu \right)\left(\lambda -\nu \right)}{\left(b-\nu \right)\left(c-\nu \right)}}\right]^{1/2}}
{\displaystyle h_{\lambda }=\left[{\frac {\left(\lambda -\nu \right)\left(\mu -\lambda \right)}{\left(b-\lambda \right)\left(\lambda -c\right)}}\right]^{1/2}}
Por lo tanto, el elemento de volumen infinitesimal es
{\displaystyle dV={\frac {(\mu -\nu )(\mu -\lambda )(\lambda -\nu )}{\left[(\mu -b)(\mu -c)(b-\nu )(c-\nu )(b-\lambda )(\lambda -c)\right]^{1/2}}}\ d\lambda d\mu d\nu }

## Operadores diferenciales
Los operadores diferenciales comunes se pueden expresar en las coordenadas {\displaystyle (\mu ,\nu ,\lambda )} sustituyendo los factores de escala en las fórmulas generales para estos operadores, que son aplicables a cualquier coordenada ortogonal tridimensional. Por ejemplo, el operador gradiente es
{\displaystyle \nabla =\left[{\frac {\left(\mu -b\right)\left(\mu -c\right)}{\left(\mu -\nu \right)\left(\mu -\lambda \right)}}\right]^{1/2}\mathbf {e} _{\mu }{\frac {\partial }{\partial \mu }}+\left[{\frac {\left(b-\nu \right)\left(c-\nu \right)}{\left(\mu -\nu \right)\left(\lambda -\nu \right)}}\right]^{1/2}\mathbf {e} _{\nu }{\frac {\partial }{\partial \nu }}+\left[{\frac {\left(b-\lambda \right)\left(\lambda -c\right)}{\left(\lambda -\nu \right)\left(\mu -\lambda \right)}}\right]^{1/2}\mathbf {e} _{\lambda }{\frac {\partial }{\partial \lambda }}}
y el operador laplaciano es
{\displaystyle {\begin{aligned}\nabla ^{2}=&\left[{\frac {\left(\mu -b\right)\left(\mu -c\right)}{\left(\mu -\nu \right)\left(\mu -\lambda \right)}}\right]^{1/2}{\frac {\partial }{\partial \mu }}\left[(\mu -b)^{1/2}(\mu -c)^{1/2}{\frac {\partial }{\partial \mu }}\right]\\&+\left[{\frac {\left(b-\nu \right)\left(c-\nu \right)}{\left(\mu -\nu \right)\left(\lambda -\nu \right)}}\right]^{1/2}{\frac {\partial }{\partial \nu }}\left[(b-\nu )^{1/2}(c-\nu )^{1/2}{\frac {\partial }{\partial \nu }}\right]\\&+\left[{\frac {\left(b-\lambda \right)\left(\lambda -c\right)}{\left(\lambda -\nu \right)\left(\mu -\lambda \right)}}\right]^{1/2}{\frac {\partial }{\partial \lambda }}\left[(b-\lambda )^{1/2}(\lambda -c)^{1/2}{\frac {\partial }{\partial \lambda }}\right]\end{aligned}}}

## Aplicaciones
Las coordenadas paraboloidales pueden ser útiles para resolver ciertas ecuaciones en derivadas parciales. Por ejemplo, la ecuación de Laplace y la ecuación de Helmholtz son ambas separables en coordenadas paraboloidales. Por lo tanto, las coordenadas se pueden utilizar para resolver estas ecuaciones en geometrías con simetría paraboloidal, es decir, con condiciones de contorno especificadas en secciones de paraboloides.
La ecuación de Helmholtz es {\displaystyle (\nabla ^{2}+k^{2})\psi =0}. Tomando {\displaystyle \psi =M(\mu )N(\nu )\Lambda (\lambda )}, las ecuaciones separadas son
{\displaystyle {\begin{aligned}&(\mu -b)(\mu -c){\frac {d^{2}M}{d\mu ^{2}}}+{\frac {1}{2}}\left[2\mu -(b+c)\right]{\frac {dM}{d\mu }}+\left[k^{2}\mu ^{2}+\alpha _{3}\mu -\alpha _{2}\right]M=0\\&(b-\nu )(c-\nu ){\frac {d^{2}N}{d\nu ^{2}}}+{\frac {1}{2}}\left[2\nu -(b+c)\right]{\frac {dN}{d\nu }}+\left[k^{2}\nu ^{2}+\alpha _{3}\nu -\alpha _{2}\right]N=0\\&(b-\lambda )(\lambda -c){\frac {d^{2}\Lambda }{d\lambda ^{2}}}-{\frac {1}{2}}\left[2\lambda -(b+c)\right]{\frac {d\Lambda }{d\lambda }}-\left[k^{2}\lambda ^{2}+\alpha _{3}\lambda -\alpha _{2}\right]\Lambda =0\\\end{aligned}}}
donde {\displaystyle \alpha _{2}} y {\displaystyle \alpha _{3}} son las dos constantes de separación. De manera similar, las ecuaciones separadas para la ecuación de Laplace se pueden obtener estableciendo {\displaystyle k=0} en la expresión anterior.
Cada una de las ecuaciones separadas se puede expresar en la forma de la ecuación de Baer. Sin embargo, la solución directa de las ecuaciones es difícil, en parte porque las constantes de separación {\displaystyle \alpha _{2}} y {\displaystyle \alpha _{3}} aparecen simultáneamente en las tres ecuaciones.
Siguiendo el enfoque anterior, se han utilizado coordenadas paraboloidales para resolver el comportamiento de un campo eléctrico generado por un paraboloide conductor.